# Bohater Czechosłowackiej Republiki Socjalistycznej
Bohater Czechosłowackiej Republiki Socjalistycznej (cz. Hrdina Československé socialistické republiky, w latach 1955–1962 Bohater Republiki Czechosłowackiej, cs. Hrdina Československé republiky) – tytuł honorowy nadawany przez Prezydenta Czechosłowacji na wniosek rządu jako odznaczenie za szczególne zasługi dla państwa związane z dokonaniem bohaterskiego czynu lub wielokrotnymi czynami bohaterskimi. 
Bohater Czechosłowackiej Republiki Socjalistycznej otrzymywał Złotą Gwiazdę Bohatera Czechosłowackiej Republiki Socjalistycznej, która miała kształt pięcioramiennej gwiazdy. Była wybijana ze złota, a powierzchnia gwiazdy była polerowana. Na środku gwiazdy osadzono mniejszą pięcioramienną gwiazdę pokrytą czerwoną emalią. Na rewersie gwiazdy widniały litery ČSR, nad nimi sierp i młot, a pod nimi numer odznaczenia. Gwiazda była noszona na czerwonej wstążce, zakończonej u dołu złotą zawieszką, składającą się z buławy umieszczonej poziomo i dwóch gałązek laurowych skrzyżowanych pod nią. U góry wstążkę wieńczyła złota spinka. Każdy odznaczony miał otrzymywać jednocześnie Order Klementa Gottwalda (analogicznie jak tytuł Bohatera Związku Radzieckiego był nadawany razem z Orderem Lenina).
Tytuł ustanowiono rozporządzeniem nr 6/1955 Dz.U. z dnia 8 lutego 1955 roku, które regulowało nadawanie tytułu honorowego Bohatera Republiki Czechosłowackiej, ustanawiając jednocześnie takie odznaczenia komunistycznej Czechosłowacji, jak Order Czerwonego Sztandaru, Order Czerwonej Gwiazdy, Medal za zasługi w obronie Ojczyzny i Medal za zasługi dla Ojczyzny. Nawet po zmianie nazwy państwa w 1960 roku w dokumentach rządowych nadal stosowano dla tego tytułu honorowego nazwę Bohatera Republiki Czechosłowackiej, chociaż późniejsze dokumenty odwoływały się już do tytułu Bohatera Czechosłowackiej Republiki Socjalistycznej.
W przeciwieństwie do Bohatera Związku Radzieckiego, tytuł Bohatera Czechosłowackiej Republiki Socjalistycznej był nadawany niezwykle rzadko – otrzymało go tylko 31 osób, z czego 13 obywateli Czechosłowacji i 12 obywateli ZSRR.
Tytuł honorowy został zniesiony z dniem 15 października 1990 roku.